# Равенна (Кентуккі)
Равенна (англ. Ravenna) — місто (англ. city) в США, в окрузі Естілл штату Кентуккі. Населення — 568 осіб (2020).

## Географія
Равенна розташована за координатами 37°41′13″ пн. ш. 83°57′1″ зх. д. / 37.68694° пн. ш. 83.95028° зх. д. (37.686994, -83.950253).  За даними Бюро перепису населення США в 2010 році місто мало площу 0,81 км², уся площа — суходіл.

## Демографія
Згідно з переписом 2010 року, у місті мешкало 605 осіб у 263 домогосподарствах у складі 176 родин. Густота населення становила 747 осіб/км².  Було 302 помешкання (373/км²).
Расовий склад населення:
| - 96,7 % — білих - 1,3 % — корінних американців - 1,0 % — осіб інших рас |

До двох чи більше рас належало 1,0 %. Частка іспаномовних становила 1,3 % від усіх жителів.
За віковим діапазоном населення розподілялося таким чином: 23,1 % — особи молодші 18 років, 56,6 % — особи у віці 18—64 років, 20,3 % — особи у віці 65 років та старші. Медіана віку мешканця становила 41,6 року. На 100 осіб жіночої статі у місті припадало 80,1 чоловіків;  на 100 жінок у віці від 18 років та старших — 78,8 чоловіків також старших 18 років.
Середній дохід на одне домашнє господарство  становив 39 993 долари США (медіана — 35 385), а середній дохід на одну сім'ю — 43 372 долари (медіана — 37 434). Медіана доходів становила 35 417 доларів для чоловіків та 50 000 доларів для жінок. За межею бідності перебувало 19,1 % осіб, у тому числі 32,4 % дітей у віці до 18 років та 1,6 % осіб у віці 65 років та старших.
Цивільне працевлаштоване населення становило 150 осіб. Основні галузі зайнятості: освіта, охорона здоров'я та соціальна допомога — 31,3 %, роздрібна торгівля — 14,7 %, виробництво — 13,3 %.